# Peguerinos (kommunhuvudort)
Peguerinos är en kommunhuvudort i Spanien.   Den ligger i provinsen Provincia de Ávila och regionen Kastilien och Leon, i den centrala delen av landet, 50 km nordväst om huvudstaden Madrid. Peguerinos ligger 1 343 meter över havet och antalet invånare är 346. Den ligger vid sjön Embalse de la Aceña.
Terrängen runt Peguerinos är kuperad, och sluttar söderut. Runt Peguerinos är det ganska tätbefolkat, med 155 invånare per kvadratkilometer. Närmaste större samhälle är Collado-Villalba, 19,1 km öster om Peguerinos. 